# جینا ماشتی
جینا ماشتی (ایتالیایی: Gina Mascetti؛ ۲۴ آوریل ۱۹۱۱ – ۱۴ سپتامبر ۱۹۹۵) بازیگر اهل ایتالیا بود.
از فیلم‌هایی که وی در آن نقش داشته است، می‌توان به در آخرین لحظه، سه غریبه در رم، روشنایی‌های واریته، شیخ سفید، اوه! سابلا، خشم آشیل، ۱۸۷۰، دزد بغداد، دو شاهی امید، من می‌کشم، تو می‌کشی، در پاسگاه پلیس رخ داد، به‌راستی چه بر سر بیبی توتو آمد؟ و سرتاسر طنز اشاره کرد.